# El Museo Universal
El Museo Universal fue una revista editada en la ciudad española de Madrid entre 1857 y 1869. 

## Historia

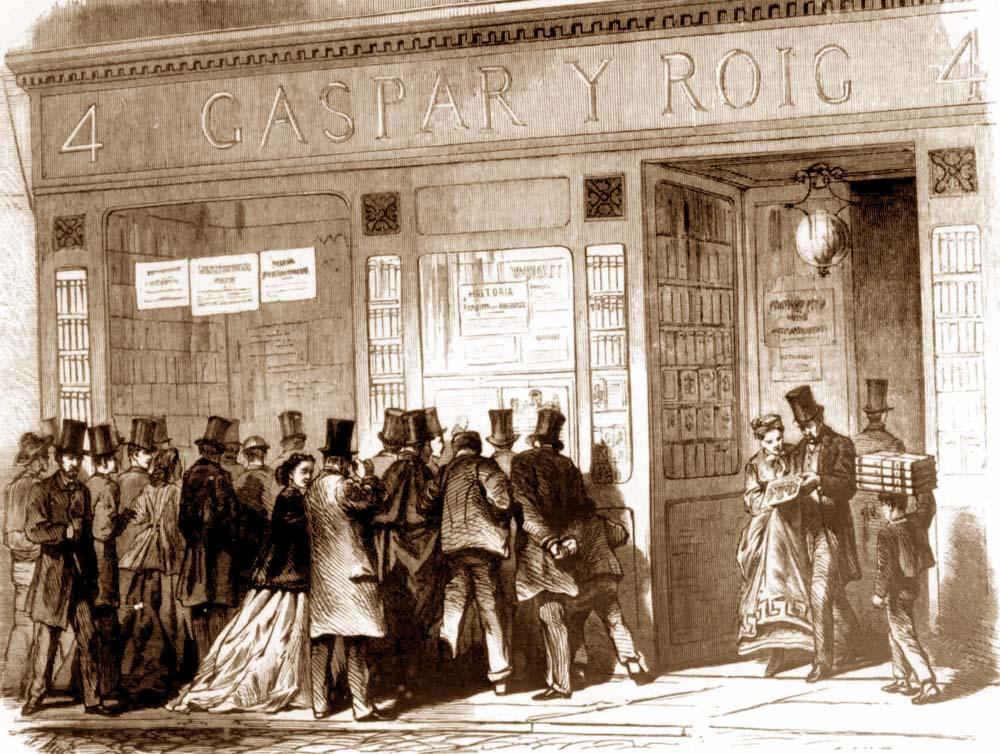
Escaparate de la empresa Gaspar y Roig cuando se expone «El Museo Universal».

De distribución en un primer momento quincenal, que pasó a ser semanal. Se publicó entre 1857 y 1869 y contenía una notable cantidad de láminas y grabados. Sus fundadores fueron José Gaspar Maristany y José Roig. El Museo Universal fue heredera de Semanario Pintoresco Español, cuya publicación finalizó precisamente en 1857, y, a su vez, una especie de germen de la revista La Ilustración Española y Americana, fundada en 1869.
Su principal director fue el periodista Nemesio Fernández Cuesta, del que Cecilio Alonso afirma que llevó a la revista a cruzar límites de «intencionalidad política» por encima de lo que se consideraba normal en una revista ilustrada de arte, literatura y ciencia. A partir de 1865 la revista tuvo un importante colaborador en Gustavo Adolfo Bécquer. Entre los artistas gráficos, contó con aportaciones de Valeriano Domínguez Bécquer, Bernardo Rico, Enrique Laporta, Francisco Laporta, Daniel Urrabieta, Francisco Ortego, Carlos Ribera, Federico Ruiz, Tomás Carlos Capuz o Joaquín Sierra y Ponzano, entre otros.

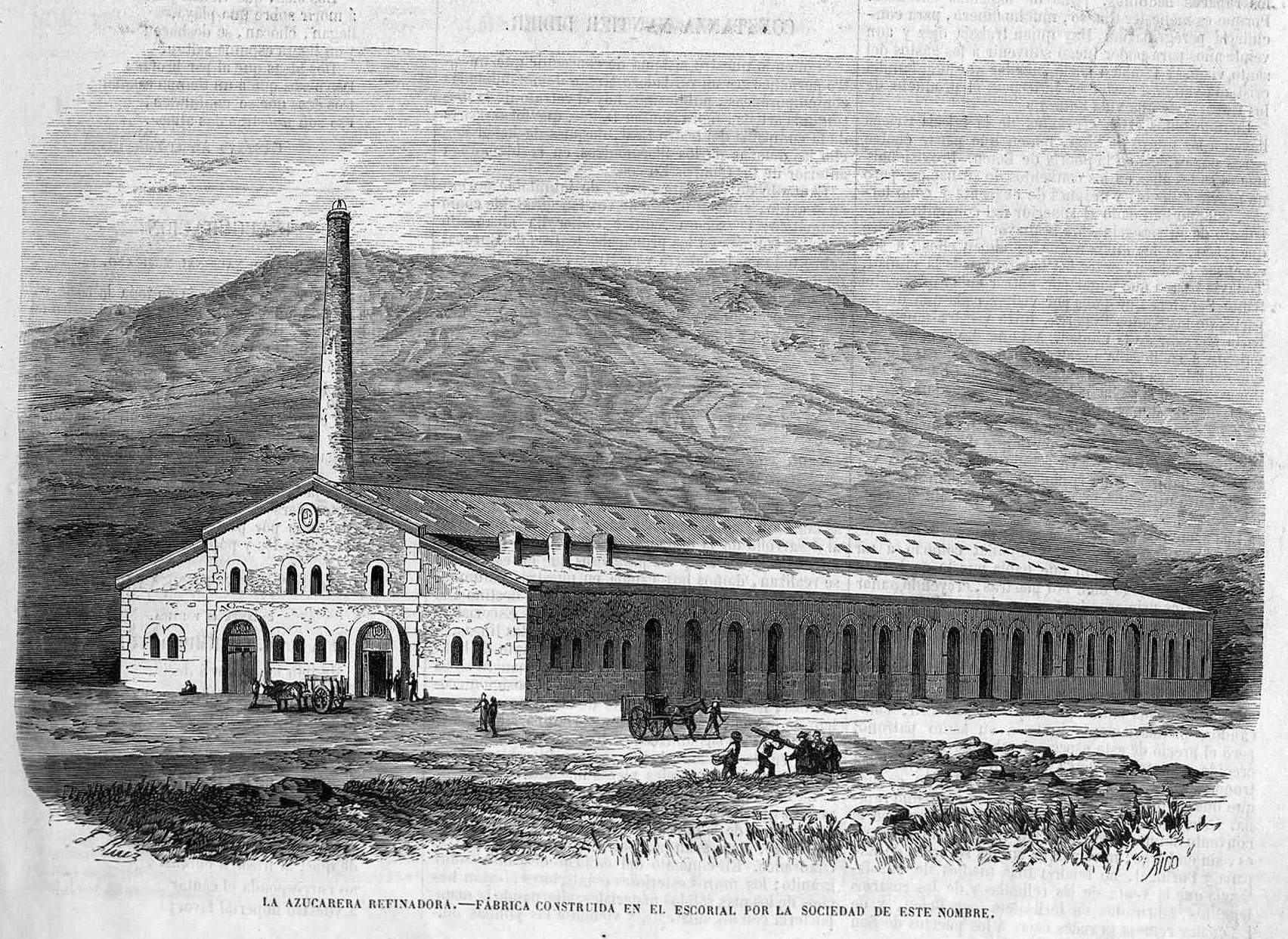
Fábrica refinadora de azúcar de El Escorial (marzo de 1866)

En palabras de Charnon-Deutsch, el surgimiento de la revista —junto al de su sucesora, La Ilustración Española y Americana— supuso el que «España viera por fin "una revista española ilustrada que combinara noticias del día a día con una visión monumental de su pasado nacional"» y según Trancón Lagunas habría formado junto a Semanario Pintoresco Español y Museo de las Familias «la trilogía de revistas más importantes del siglo [en España] hasta la revolución del 68».